# Gustaf Johan Billberg
Gustaf Johan Billberg, švedski botanik, zoolog in anatom, * 14. junij 1772, † 26. november 1844.